# 桐蔭学園中等教育学校
桐蔭学園中等教育学校（とういんがくえんちゅうとうきょういくがっこう）は、神奈川県横浜市青葉区鉄町に所在する私立中等教育学校。

## 概要
2001年（平成13年）4月、桐蔭学園中学校・高等学校内に分離・併設する形で設立。学校教育法の1998年の改定（「中等教育学校」の設置）を利用し、小規模の教育で難関大の受験に特化するため、男子4クラス約180人で設立された。
桐蔭学園中学・高校と同じ校舎内に存在し、中等6年時には高等学校・女子部との合同の授業も行われ、また校舎の設備・グラウンドなども共用している。法律上は別学校の扱いだが、一般的には従来校と混同されることが多かった。ただし、制服は従来校と異なる。
桐蔭学園中学・高校と同様、「習熟度別クラス編成」（以前は能力別クラスと称していた）を採用している。年4回、「習熟度別クラス」の下位成績者を、下のクラスの上位成績者と入れ換える。これにより、クラスごとに生徒の成績に合わせた授業展開をしている。
2019年度入学生より男女共学、桐蔭学園中学校（男子部・女子部）を廃止（法律上は廃校）して事実上併合、現在の1学年4クラスから、8クラスに増員した。桐蔭学園小学校から77人が内部進学する。なお、桐蔭学園高等学校は高校からの入学のみとなる。

## カリキュラム
- 桐蔭学園高校・中学設立以来の能力別クラス編成（レッスンクラス制）が採用され、ホームルーム・クラスとは別に科目ごとに年に3回程度のクラス入れ替えが行われる。
- 後期課程では、放課後を活用した『特講』と呼ばれている希望制の特別講習も行われており、部活動など学園生活との両立支援が図られている。

## 行事
- 1年生のみ、毎年明け1月に、1週間程度の「ウィンターキャンプ」（スキー合宿）が行われ、昼はスキー教室、夜はグループ毎のレクリエーション活動を実施し、連帯感の醸成を図っている。
- 学園祭は鸞鵬祭（らんほうさい）、鵬翔祭（ほうしょうさい）という名称である。以前はポロニア祭という名称であったが、その名称は2013年度に廃止された。

## 部活動
以下の3つの区分がある。
- 運動部

サッカー部、ラグビー部、剣道部、柔道部、バスケットボール部、ハンドボール部、バレーボール部、軟式野球部、卓球部、硬式テニス部、ソフトテニス部、陸上競技部、少林寺拳法部、バドミントン部、水泳部(入部条件あり)、体操部、スキー部、ソフトボール部、アウトドア部、ダンス部、ラクロス部、空手部など
- 文化部

吹奏楽部、写真部、天文部、囲碁・将棋部、生物部、美術部、書道部、文芸部、鉄道研究部、化学部、電気工作部、インターアウト部、演劇部、漫画研究部、軽音楽部、器楽部、グリークラブ、混声合唱部、コンピュータ研究会、茶道部、園芸部、華道部、箏曲部、料理研究会、競技かるた部など
- 模擬国連部

同じクラブ名でも桐蔭学園高等学校と合同で練習が行われているクラブもあれば、全くと言ってよいほど交流がないクラブもある。

### 運動部/文化部の実績
- ハンドボール部 2021年 神奈川県新人大会優勝[7]

### 模擬国連部の実績
- 模擬国連は国連加盟国の大使となりきって実際の国際会議のシミュレーションを行う教育プログラム。2007年発足の模擬国連部は、中等教育機関としては国内最古かつ強豪校として知られている。全国大会優勝5回[8][9][10][11]、世界大会４年連続８回参加を誇り[12]、日本全国の高等学校・中等教育学校の中でいずれも最多[13]である。2015年の世界大会では優秀賞（世界2位）を、2021年の世界大会では創部以来の悲願であった最優秀賞（世界1位）を獲得した[6]。なお桐蔭学園高等学校にも模擬国連部があるが、お互いの交流はほぼない。

- 日本大会での実績
  - 2009年 第3回 日本高校模擬国連大会 最優秀賞[14]
  - 2010年 第4回 日本高校模擬国連大会 最優秀賞[15]
  - 2012年 第6回 日本高校模擬国連大会 優秀賞[16]
  - 2014年 第8回 日本高校模擬国連大会 最優秀賞[17]
  - 2015年 第9回 日本高校模擬国連大会 最優秀賞[18]
  - 2016年 第10回 日本高校模擬国連大会 優秀賞[19]
  - 2017年 第11回 日本高校模擬国連大会 最優秀賞[20]
  - 2018年 第12回 日本高校模擬国連大会 最優秀賞[21]
  - 2019年 第13回 日本高校模擬国連大会 最優秀賞[22]
  - 2020年 第14回 日本高校模擬国連大会 優秀賞[23]

※最優秀・準優勝受賞者は自動的に日本派遣団入りし、世界大会出場権を得る。
- 世界大会での実績
  - 2009年、2010年 グローバルクラスルーム 高校模擬国連国際大会 出場
  - 2012年、2014年 グローバルクラスルーム 高校模擬国連国際大会 出場
  - 2015年 グローバルクラスルーム 高校模擬国連国際大会 準優勝
  - 2019年 グローバルクラスルーム 高校模擬国連国際大会 出場
  - 2020年 グローバルクラスルーム 高校模擬国連国際大会 出場権を得たがコロナ禍のため中止
  - 2021年 グローバルクラスルーム 高校模擬国連国際大会 優勝[24]

## 課外活動の実績
- 2011年 アプリ甲子園 優勝[25]
- 2017年 科学の甲子園ジュニア神奈川県代表[26]
- 2019年 数学甲子園2019 本選出場 [27]
- 2019年 第29回日本数学オリンピック2019 優秀賞[28]

## 沿革
- 1964年（昭和39年）4月 - 学校法人桐蔭学園設立。
- 2001年（平成13年）4月 - 桐蔭学園中等教育学校開設。
- 2007年（平成19年）3月 - 第1期生卒業
- 2019年（平成31年）4月 - 男女共学化、1学年4クラスから、8クラスに増員。

## 交通
桐蔭学園高等学校#交通を参照